# Ca l'Orench (Maçanet de la Selva)
Ca l'Orench és un antic habitatge habilitat com a comerç de Maçanet de la Selva (Selva) inclosa a l'Inventari del Patrimoni Arquitectònic de Catalunya.

## Descripció
Edifici de planta rectangular amb coberta de dues aigües a façana i dividit en dos habitatges. L'interès d'aquest habitatge està en el fet que conserva, en gran part, l'aspecte medieval. La part dreta de la casa té tres plantes, amb una obertura per planta a la façana, de les quals destaca l'emmarcament de la finestra balconada del primer pis. Té un arc conopial amb tres lòbuls i decoració geomètrica. La porta de la planta baixa té una llinda de pedra en forma d'arc rebaixat en dos blocs. El segon pis és la part més recent de la casa i té un balcó senzill de ferro.
La part esquerra de la casa té dues plantes i està dividida en dos cossos. En el cos de la porta principal tenim una arcada de mig punt de grans dovelles adaptada a un tancament rectangular a la part interior. El pis superior té una finestra gòtica geminada i trilobulada dotada d'una columneta prima i monolítica, d'un capitell i impostes amb motius florals i d'una base amb decoració d'òvuls. L'últim cos té una finestra enreixada a la planta baixa i una finestra amb llinda d'arc conopial amb tres lòbuls com la del primer pis de la part dreta. Les dues finestres del primer pis tenen l'estructura interior de fusta amb relleus geomètrics.

## Història
Casa documentada des del segle xiv, com a residència de la família de cavallers Trilla. Aquesta família tenia bones relacions amb els comtes-reis de Barcelona i amb els comtes d'Empúries. Està documentat que el 1329 Simó II de Trilla cobrava els censos de L'Estany pels comtes de Cabrera, el mateix personatge del qual es conserva, a l'església de Sant Llorenç de Maçanet, la làpida sepulcral de 1334. Fa més de cent-cinquanta anys que l'habita la família Orench, que va establir la botiga més antiga del poble.